# Borjiginerna
Borjiginerna (De Blå Vargarna, mongoliska Боржигин) var en klan av mongoliska krigare som finns dokumenterad från 1100-talet och framåt. Djinghis khan härstammar från denna klan.
Klanen behöll sin makt över Mongoliet i många århundraden och tappade makten först när kommunisterna tog över kontrollen på 1900-talet.